# Uning Bersah
Uning Bersah is een bestuurslaag in het regentschap Bener Meriah van de provincie Atjeh, Indonesië. Uning Bersah telt 393 inwoners (volkstelling 2010).